# 乱暴者
『乱暴者』（あばれもの、原題：The Wild One）は、1953年に公開された、暴走族を題材として取り扱った初めてのアメリカ合衆国の映画。

## 概要
マーロン・ブランドが暴走族の頭、ジョニー・ステイブラーを演じている。リー・マーヴィンが対立する暴走族の頭という敵役を演じ、メリー・マーフィがヒロインであるウェイトレスのキャシーを演じる。監督はラズロ・ベネディクで、脚本はジョン・パクストンによる。
劇中でマーロン・ブランドが着用しているリーバイスの501は、かつて作業着であったジーンズを普段着とする流行の先駆けとなった。
また、ライダースジャケットはデュラブル製、ブーツはチペワ製のエンジニアとされている。
1947年7月4日の独立記念日に、『ライフ』誌に掲載された、かなり誇張されたカリフォルニア州ホリスターであったバイカーの集会の記事と写真を元に、フランク・ルーニーが『The Cyclists' Raid』という短編小説を『ハーパーズ』誌に発表した。この作品の映画化権をコロムビア映画のスタンリー・クレイマーが買い取ったが、犯罪者の映画を撮ることへの反発もあり、低予算で撮られることになる。このため、全ての撮影は撮影所の中で行われ、映画の舞台はアメリカ中部の架空の街になっている。
ホリスターの集会は、翌年のバイク集団の結成につながっていった。
その反社会的な内容から、イギリスでは1968年まで公開を認められなかった。

## ストーリー
黒い革のジャケットを着込んだ乱暴なオートバイの一団がライツヴィルのレースを荒らし締め出され、レースのトロフィーをくすね引揚げた。
その後そこから遠くない小さな田舎町へオートバイを連ねてのりこんだ一団は、酒場を陣取り乱暴に振る舞い狼藉をはたらく。無口なリーダーとされる男、ジョニー（マーロン・ブランド）の威嚇には町の巡査も手が出ぬ始末だった。
ジョニーは酒場のウェイトレスのキャシー（メアリー・マーフィー）を口説き、くすねたトロフィーをプレゼントしようとするがキャシーは受けつけない。
そこへチノ（リー・マーヴィン）の率いるオートバイの一団が乗り込んできた。ジョニーはチノのチームにいた過去がある。チノはトロフィーを奪いジョニーを揶揄う。それをきっかけに2人は殴り合いを町の真ん中ではじめた。ジョニーらを快く思わない町人の1人が一団と揉め、巡査であるキャシーの父はやむなくチノを逮捕した。
夜になり、呑んだくれた連中のオートバイに囲まれるキャシーをジョニーは救い出す。しばらく走り公園にたどり着きジョニーはキャシーに荒っぽくキスをする。キャシーもジョニーへのほのかな好意を告白するが無口なジョニーの態度に疳しゃくを起し、彼を殴って泣きながら駈け去った。
その場を偶然目撃した町民の一人は彼がよからぬ振舞をしたとしてジョニーらと揉めていた町人達に急報。ジョニーは町人達に拉致されリンチにあう。ジョニーは隙を縫いその場から逃げるが追い詰められる。町の群衆が意図して投げたタイヤレバーがジョニーのオートバイに当たりジョニーは落車。無人のバイクはそのまま走り続け一人の町民の命を奪う。駈けつけた郡警察が群衆の騒ぎを鎮めジョニーを逮捕。
翌朝、ジョニーは取り調べをうけるがキャシーらの弁護で無罪となり、仲間とともにオートバイに乗り去って行った。
程なくしてジョニーは一人、キャシーのいる酒場に立ち寄る。彼は彼女に好意を伝えたいのだがうまくいえない。カウンターに座りコーヒーを飲みながら、彼は彼女にトロフィーをそっと差し出しはじめて笑顔を見せる。彼女も思わず微笑み返した。
ジョニーは再びオートバイにまたがり去って行った。

## キャスト
※括弧内は日本語吹替（初回放送1971年6月12日『土曜映画劇場』）
- ジョニー：マーロン・ブランド（堀勝之祐）
- キャシー：メアリー・マーフィ（武藤礼子）
- ハリー：ロバート・キース（島宇志夫）
- チノ：リー・マーヴィン（八奈見乗児）
- 保安官：ジェイ・C・フリッペン
- ミルドレッド：ペギー・メイリー
- チャーリー：ヒュー・サンダース
- フランク：レイ・ティール
- ビル：ジョン・ブラウン
- アート：ウィル・ライト
- ベン：ロバート・ヴァイス
- ジミー：ウィリアム・ベッダー